# Dani Schahin
Dani Schahin est un footballeur allemand, né le 9 juillet 1989 à Donetsk. Il évolue au poste d'attaquant.

## Palmarès
- SpVgg Greuther Fürth
  - Vainqueur de la 2.Bundesliga en 2012.

## Statistiques
| Saison    | Club                 | Pays         | Championnat        | Coupes nationales | Coupes d'Europe | Allemagne |
| --------- | -------------------- | ------------ | ------------------ | ----------------- | --------------- | --------- |
| 2009-2010 | SpVgg Greuther Fürth | 2.Bundesliga | 12 matchs          | 2 matchs          | -               | -         |
| 2010-2011 | SpVgg Greuther Fürth | 2.Bundesliga | 8 matchs / 1 but   | 2 matchs          | -               | -         |
| 2010-2011 | SG Dynamo Dresde     | 3.Liga       | 12 matchs / 9 buts | -                 | -               | -         |
| 2011-2012 | SpVgg Greuther Fürth | 2.Bundesliga | 14 matchs / 1 but  | 1 match           | -               | -         |
| 2012-2013 | Fortuna Düsseldorf   | Bundesliga   | 31 matchs / 8 buts | 2 matchs          | -               | -         |
| 2013-2014 | 1. FSV Mayence 05    | Bundesliga   | 3 matchs           | 2 matchs          | -               | -         |
| 2014-2015 | SC Fribourg          | Bundesliga   | 12 matchs          | 2 matchs          | -               | -         |
| 2015-2016 | FSV Francfort        | 2.Bundesliga | 25 matchs / 5 buts | -                 | -               | -         |
| 2016-2017 | Roda JC              | Eredivisie   | 7 matchs / 1 but   | -                 | -               | -         |

Dernière mise à jour le 19/02/2017